# Sursumura affinis
Sursumura affinis är en kräftdjursart som beskrevs av Malyutina 2004A. Sursumura affinis ingår i släktet Sursumura och familjen Munnopsidae. Inga underarter finns listade i Catalogue of Life.